# Nana (mitologia greca)
Secondo la mitologia greca, Nana era una ninfa del Sangario, un fiume situato attualmente nella Turchia.

## Il mito
Divenne gravida quando una mandorla, staccatasi dall'albero, le cadde in grembo. Il mandorlo era germogliato dove era stato trucidato il violento e pericoloso genio Agdistis, figlio di Cibele, madre di tutte le cose.
Nana abbandonò il bambino, che venne adottato da sua "nonna" Cibele. Il piccolo Attis crebbe, diventando poi servitore e amante di Cibele.